# Institut de la combustion
L'Institut de la combustion (en anglais : The Combustion Institute) est une société savante à but non lucratif destinée à promouvoir les études dans le domaine de la combustion. Elle est basée à Pittsburgh, États-Unis et possède une trentaine de sections dans divers pays. La France est représentée par le Groupement français de combustion, association à but non lucratif crée le 26 avril 1984.

## Formation et buts poursuivis
L'institut a été fondé en 1954 comme société indépendante de l'American Chemical Society à l'initiative de divers physico-chimistes, parmi eux Bernard Lewis et Hoyt Hottel.
Son but est de promouvoir les études scientifiques relatives à la combustion au travers de conférences, écoles d'été et publication de journaux. Parmi ceux-ci on trouve deux journaux de l'institut :
- Combustion and Flame ;
- Proceedings of the Combustion Institute.

De plus des journaux lui sont affiliés :
- Progress in Energy and Combustion Science ;
- Combustion Science and Technology ;
- Combustion Theory and Modelling.

## Récompenses
L'institut organise un symposium annuel au cours duquel elle attribue diverses récompenses :
- médaille d'or Bernard Lewis depuis 1958 ;
- médaille d'or Alfred Egerton depuis 1958 ;
- médaille d'argent depuis 1958 pour une présentation remarquable faite au congrès précédent ;
- The Hottel Lecture ;
- médaille d'or Iakov Zeldovitch depuis 1990 pour les problèmes liés à la détonation ;
- Bernard Lewis Fellowship depuis 1996 pour l'encouragement des jeunes chercheurs ;
- Distinguished Paper Award depuis 1996 pour récompenser la meilleure présentation ;
- Bernard Lewis Visiting Lecturer Fellowship.